# Guy Fawkes (filme)
Guy Fawkes é um filme biográfico de drama mudo britânico de 1923, dirigido por Maurice Elvey e estrelado por Matheson Lang, Nina Vanna e Hugh Buckler. O filme retrata a Conspiração da pólvora de 1605, em que um grupo de conspiradores planejavam explodir as Casas do Parlamento. Foi baseado no romance Guy Fawkes (1840), de William Harrison Ainsworth.

## Elenco
- Matheson Lang ... Guy Fawkes
- Nina Vanna ... Viviana Ratcliffe
- Hugh Buckler ... Robert Catesby
- Shayle Gardner ... Humphrey
- Lionel d'Aragon ... Conde de Salisbury
- Edward O'Neill ... Pai
- Jerrold Robertshaw ... Jaime I de Inglaterra
- Robert English ... Radcliffe
- Dallas Cairns ... Mounteagle
- Pino Conti ... Tresham